# Neurellipes aequatorialis
Neurellipes aequatorialis är en fjärilsart som beskrevs av Henry Stempffer 1962. Neurellipes aequatorialis ingår i släktet Neurellipes och familjen juvelvingar. Inga underarter finns listade i Catalogue of Life.